# Nadine Gordimer
Nadine Gordimer, född 20 november 1923 i Springs, Transvaal (i nuvarande Gauteng), död 13 juli 2014 i Johannesburg, var en sydafrikansk, engelskspråkig författare som 1991 tilldelades Nobelpriset i litteratur.

## Biografi
Gordimer började redan som nioåring att skriva och fick sin första novell publicerad av den sydafrikanska tidningen Forum, när hon var 14 år. Hon erhöll 1991 Nobelpriset i litteratur. När hon mottog priset, hade hon gett ut tio romaner, tretton novellsamlingar och en lång rad essäer.
Större delen av hennes författarskap har präglats av kampen mot apartheid. Episka verk som Bevararen (1975), Burgers dotter (1980) och Julys folk (1982) väver ihop det offentliga med det personliga i skildringar av våld och förtryck. Politisk verksamhet var en viktig del av hennes liv under den sydafrikanska förtryckande apartheidregimen. Hennes hem var platsen för många hemliga politiska möten och samtal.
När apartheidregimen avsatts, började ett nytt liv också för Gordimer som författare. I sin fjortonde roman, Börja leva, som kom på svenska 2006, berättar hon på flera symboliska nivåer om människor som omprövar sina liv efter en omvälvande förändring och hur de väljer olika vägar för att hantera situationen.

## Priser och utmärkelser (urval)
- Bookerpriset 1974 för The Conservationist
- Nelly Sachs Pris 1985
- Nobelpriset i litteratur 1991
- Nedslagskratern Gordimer på planeten Merkurius.[6]